# Виноградов, Василий Валентинович
Васи́лий Валенти́нович Виногра́дов (род. 19 сентября 1948, Порт-Артур) — российский дипломат. Чрезвычайный и полномочный посол (1995).

## Биография
В 1971 году окончил Московский государственный институт международных отношений (МГИМО) МИД СССР. Владеет английским и французским языками.
В 1991—1997 годах — директор Департамента консульской службы МИД России.

## Дипломатический ранг
- Чрезвычайный и полномочный посланник 1 класса (2 июня 1993)[1].
- Чрезвычайный и полномочный посол (10 ноября 1995)[2].

## Семья
Женат, имеет сына.